# Alexandre do Nascimento
Alexandre do Nascimento, född 1 mars 1925 i Malanje, död 28 september 2024 i Luanda, var en angolansk romersk-katolsk kardinal som var ärkebiskop i Luanda 1986–2001.
Nascimento prästvigdes 1952 och biskopsvigdes 1975. Den 2 februari 1983 upphöjde påve Johannes Paulus II Nascimento till kardinal med San Marco in Agro Laurentino som titelkyrka.
Alexandre do Nascimento avled den 28 september 2024, 99 år gammal.